# عبد الله بن خرداذبة
عبدالله بن خُرداذبه بالفارسية: عبدالله بن خرداببه) كان جنرالًا فارسياً ووالياً تابعاً للخلافة العباسية.
وهو ابن خُرداذبه من خراسان، بحلول عام 815، شغل عبد الله منصب والي طبرستان، واحتل المناطق الجبلية في طبرستان من الحاكم الباوندي المحلي شاروين الأول.  وفي نفس العام قام بحملة على الديلم حيث فتح مدينتين وأسر حاكمها أبو ليلى. في عام 817، ساعد مازيار، الأمير الإيراني، على الهروب من طبرستان والوصول إلى بلاط الخليفة العباسي المأمون. وكان عبد الله أيضًا صديقًا للموسيقار الفارسي إسحاق الموصلي.
لا يُعرف الكثير عن عبد الله، إلا أنه كان لديه ابن اسمه أبو القاسم عبيد الله، المؤرخ العباسي الشهير باسم ابن خرداذبة، الذي ولد عام 820 في خراسان ونشأ فيما بعد في بغداد، حيث ربما أقام عبد الله في ذلك الوقت. وبعد ذلك اختفى من المصادر، وتوفي لاحقًا في تاريخ غير معروف في القرن التاسع.